# Aéroport de Nevers-Fourchambault
L'aéroport de Nevers-Fourchambault (code IATA : NVS • code OACI : LFQG) est un aéroport français situé sur la commune de Marzy, à trois kilomètres à l'ouest de Nevers dans le département de la Nièvre.
Cet aéroport est ouvert au trafic, et est autorisé aux avions privés, aux vols IFR et VFR.
Il est connu aussi sous le nom de La Sangsue.
En 2023, il a accueilli 817 passagers avec 1 357 vols d'affaires et près de 11 000 vols d'aviation légère.
Sa gestion est assurée par un syndicat d'économie mixte composé de la Ville de Nevers, Nevers Agglomération, le conseil départemental de la Nièvre et la Région Bourgogne-Franche-Comté.
Il accueille de nombreux aéronefs notamment durant les événements sportifs se déroulant au circuit de Nevers Magny-Cours situé à 20 kilomètres.
L'aéroport est capable d'accueillir des ATR 72 et des Fokker 50. Des Airbus A400M Atlas ainsi que d'autres aéronefs viennent parfois s'entrainer à l'aéroport de Nevers.

## Historique
1910 : Arrivées des premiers avions de Nevers avec M. Daillens et ses deux biplans Sommer.
1911 : MM. Baumann et Visseaux ouvrent la première école nivernaise de pilotage.
M. Hurbin et M. Lesage organisent le tout premier meeting aérien, on y verra notamment de la voltige aérienne et surtout Mme Cayat de Castella, première femme parachutiste, s’adonner à la descente en parachute.
1928 : Le premier club s’installe sous le nom de l’aéroclub du Nivernais. Il possède un Hanriot 14, puis acquiert trois ans plus tard un Potez 36. La même année une section vol à voile est créée.
Des pionniers de l’aviation, tels que Dieudonne Costes, Jean Mermoz, Henri Farman et Adrienne Bolland, passeront sur le terrain.
1934 : L’aéronautique est en plein développement, le club compte 700 adhérents.
1935 : La CCI de la Nièvre devient l’exploitant de l’aéroport Nevers dit de la "Sangsue", nom hérité de la présence d'anciens marécages.
1936 : Un nouveau club est créé, « l’aviation populaire ».
1945 : lLaviation populaire fusionne avec l’école nivernaise, c’est la naissance de l’aéronautique du nivernais.
Les modélistes connaissent également leur début, M. Sencier remporte le concours en vol de modèles réduits.
Le vol à voile se développe à l’aéroclub avec l’acquisition de 5 planeurs, un Caudron C800, un Avia 152, un SG38, un Nord 1300, un Nord 2000.
1946 : Deux nouveaux avions sont acquis, un Bucker 181, ainsi que 2 Stampe SV4. Une section parachutisme est créée.
1951 : Apparition des premières constructions amateurs, avec le premier Jodel suivis d’un D11.
1952 : Cinq manifestations modèles réduits sont produites sous l’impulsion de M. Launay.
1964 : La compagnie aérienne Air Centre s'installe sur l'aéroport. Elle réalise dans ses débuts des activités de travaux aériens pour se développer ensuite au transport à la demande de fret et passagers à la fin des années 1960, puis à l'aide de son Beechcraft Baron basé sur l'aéroport, assure une ligne commerciale régulière entre Nevers et Paris.
1965 : L’aéronautique du nivernais possède 10 appareils : 3 Jodel D112, 1 Stampe, 1 Tiger Moth, 1 Boisavia, 1 Jodel Ambassadeur, 2 Sicile, 1 Fournier RF3.
1er janvier 1974 : Mise en service de la tour de contrôle.
1985 : Meeting avec la patrouille de France.
2014 : Rassemblement des Femmes de l'air.
2016 : Perte du PPF (Point de passage frontalier) qui permettait d'accueillir des vols directs hors Schengen.
1er janvier 2017 : Un Syndicat mixte est créé pour reprendre la gestion de l'aéroport qui était jusque là géré par la Chambre de commerce de d'industrie (CCI) de la Nièvre, et ce depuis 1974. Le SEM est composé de la ville de Nevers et du conseil départemental, rejoints par Nevers Agglomération et la Région Bourgogne-Franche-Comté.
Janvier 2023 : Un pont aérien médical entre l'aéroport de Dijon et celui de Nevers, appelé « flying doctors » ou « docteurs volants » est mis en place pour acheminer chaque semaine des médecins du CHU de Dijon pour l'hôpital de Nevers,. Le transport est assuré par un Pilatus PC 12 de 8 places de la compagnie Suisse Fly 7,.
Février 2024 : Le Maire de Nevers et Président de Nevers Agglomération Denis Thuriot annonce être en négociation en collaboration avec Edeis Concessions, avec une compagnie aérienne pour créer une compagnie "Air Nevers" qui desservirait Nevers à Dijon, 2 fois par jour ou Lourdes qui accueille deux millions de pèlerins, quand 200.000 visitent le sanctuaire Sainte-Bernadette  à Nevers.
Mai 2024 : La compagnie Revolution'Air remplace la compagnie Fly 7 sur le pont aérien médical entre Dijon et Nevers. C'est dorénavant un Diamond DA-62 de 4 places (en plus d'un pilote) plus économique qui est utilisé.

## Activités commerciales
Il n'existe plus de liaisons commerciales régulières au départ de Nevers.

Logotype de la compagnie Air Centre.

Logotype de la compagnie Air'Mana.

Logotype de la compagnie Eastern airways.

À la fin des années 1960, la compagnie Air Centre assurait une liaison entre Nevers et Paris en Beechcraft Baron puis à la fin des années 1970, c'est la compagnie Avia Transport qui assurait la ligne Nevers-Lyon en Piper PA-23 (1977) puis au dépôt de bilan de cette dernière, la ligne était reprise par la compagnie Auxiair en Beechcraft 80.
Entre fin 2005 et 2007 puis entre le 31 mars 2011 et le 12 avril 2012, la compagnie aérienne privée Air' Mana a assuré des liaisons tous les jeudis entre Nevers et Dijon. L'avion utilisé était un Métro Merlin III de huit passagers. Le taux d'occupation était de 60 % entre Nevers et Dijon mais de 15 % dans l'autre sens. Cette ligne initiée par la chambre de commerce et d'industrie de Nevers était destinée essentiellement aux chefs d'entreprises du grand Nevers afin de regagner Dijon en 31 minutes au lieu des 2 h 18 en train et 3 h par route.
À l'été 2011 (juin à octobre), la compagnie britannique Eastern Airways (basée à l'époque pour la France à Dijon) assurait des liaisons vers Southampton.
En 2017, l'aéroport accueillait des vols commerciaux essentiellement liés à la clientèle du circuit de Magny-Cours, à l'équipe de rugby pro. D2 USON Nevers rugby, les laboratoires pharmaceutiques, le groupe Tranchant et son casino de Pougues-les-Eaux et Arcelor Mittal.

## Coordonnées et accès
- Altitude : 602 ft – (183 m) – (21,9 hPa) / Gund : 155 ft
- Latitude : 47° 00’ 13’’ N
- Longitude : 03° 06’ 39’’ E

L’aéroport est situé à 3 km à l’ouest de Nevers. Il est entouré par les villes de Fourchambault, Marzy et Varennes-Vauzelles.
- En voiture, il est accessible par la D40 au niveau du carrefour giratoire près du centre commercial Carrefour.
- En bus, par la ligne 5 du réseau Tanéo[13] (arrêt : Centre commercial).

## Infrastructures et équipements
L'aéroport est équipé de :
- deux pistes parallèles :

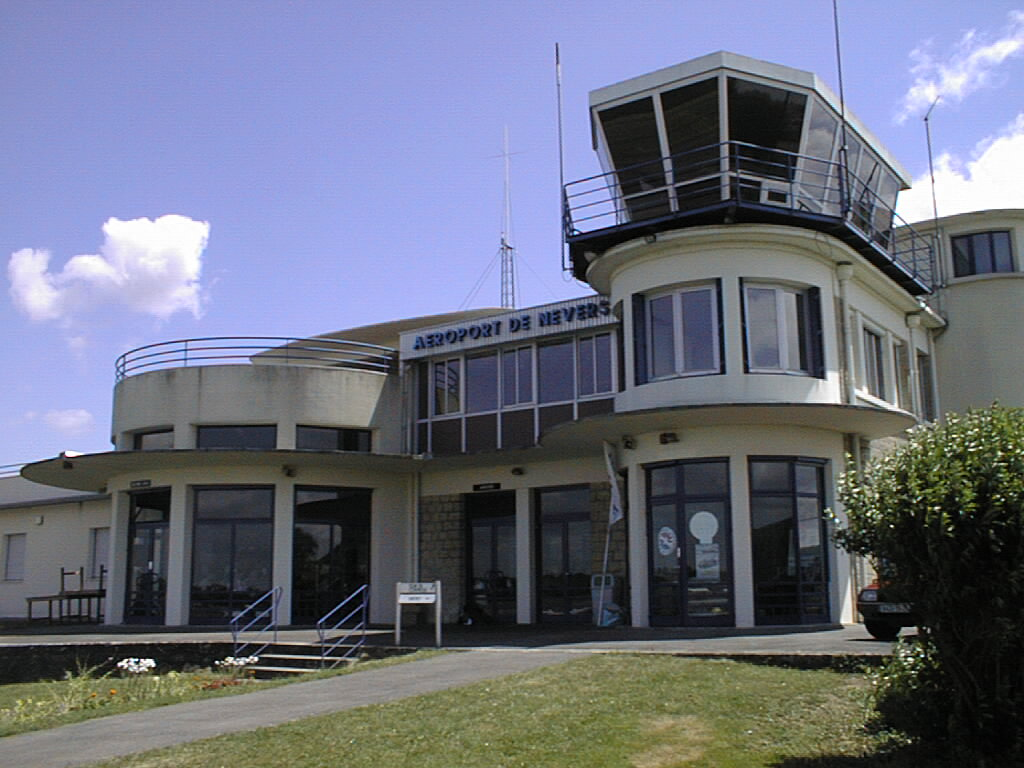
L'aérogare de Nevers en 2004

  - piste A : 1 630 m x 30 m, orientation 12/30, en béton,
  - piste B : 930 m x 60 m, orientation 12/30, en herbe réservée aux aéronefs autorisés et au vol à voile ;
- approche IFR NDB et GNSS ;
- niveau 2 SSLIA (5 à la demande) ;
- balisage basse intensité par télécommande ;
- aérogare avec accès direct au parking avions ;
- VFR de nuit ;
- un parking d'une capacité totale d'environ 150 places ;
- un centre commercial très proche (restauration, bijouterie, tabac-presse) ;
- plusieurs hôtels en centre-ville.
- La plateforme est ouverte 24/24h au vols IFR et VFR.

## Statistiques
D'après l'Union des aéroports français.
| Année                     | 1997  | 1998  | 1999  | 2000  | 2001  | 2002  | 2003  | 2004  | 2005  | 2006  | 2007  | 2008  | 2009 | 2010 | 2011 | 2012 | 2013  | 2014 | 2015  | 2016 | 2017 | 2018 | 2019 | 2020 | 2021 |
| ------------------------- | ----- | ----- | ----- | ----- | ----- | ----- | ----- | ----- | ----- | ----- | ----- | ----- | ---- | ---- | ---- | ---- | ----- | ---- | ----- | ---- | ---- | ---- | ---- | ---- | ---- |
| Mouvements commerciaux    | 0     | 0     | 0     | 841   | 781   | 622   | 568   | 486   | 986   | 1 112 | 520   | 713   | 201  | 196  | 265  | 241  | 266   | 310  | 293   | 266  | 127  | 320  | 320  | 1360 | 1491 |
| Fret                      | 0     | 0     | 0     | 2     | 2     | 6     | 20    | 1     | 6     | 30    | 0     | 1     | 1    | 2    | 0    | 0    | 0     | 1    | 0     | 0    | 0    | 0    | 0    | 0    | 0    |
| Nombre total de passagers | 12436 | 7 484 | 9 100 | 6 880 | 6 528 | 5 386 | 4 632 | 4 300 | 5 248 | 7 792 | 7 286 | 4 834 | 552  | 584  | 1666 | 1734 | 2458  | 1356 | 2696  | 1716 | 1338 | 3204 | 426  | 184  | 920  |
| Dont nationaux            | 4 813 | 2 844 | 3 570 | 2 156 | 2 166 | 1 678 | 1 576 | 1 612 | 1 917 | 2 944 | 2 584 | 1 765 | 94   | 161  | 699  | 712  | 1 177 | 588  | 1 242 | 708  | 580  | 1175 | 180  | 63   | 386  |
| Dont internationaux       | 1 405 | 898   | 980   | 1 284 | 1 098 | 1 015 | 740   | 538   | 707   | 952   | 1 059 | 652   | 182  | 131  | 134  | 155  | 52    | 90   | 106   | 150  | 89   | 427  | 33   | 29   | 74   |
| Dont locaux               | 6 218 | 3 742 | 4 550 | 3 440 | 3 264 | 2 693 | 2 316 | 2 150 | 2 624 | 3 896 | 3 643 | 2 417 | 276  | 292  | 833  | 867  | 1 229 | 678  | 1 348 | 858  | 669  | 1602 | 213  | 92   | 460  |

Pour des raisons techniques, il est temporairement impossible d'afficher le graphique qui aurait dû être présenté ici.

## Accidents et incidents
- En 2024, le 24 juin, un ULM de moins de 500 kg en provenance de Nîmes, a raté son atterrissage sur la piste principale de la Sangsue. Le pilote, seul à bord est indemne[15].
- En 2015, un Cessna 177 Russe (RA-2379G) en provenance de Carcassonne rencontre un problème après l'atterrissage. Lors du roulage après l'atterrissage, au moment de dégager la piste, le train avant s'efface.
- En 2014, un Robin DR-400 de l'Aéronautique du Nivernais fait une sortie de piste. Le train avant se rompt en heurtant le PAPI puis l'avion s'immobilise sur le nez quelques mètres plus loin.
- En 2005, un avion subit une rupture de la dérive lors d'un vol de démonstration, puis entre en collision avec le sol. L'aéronef (F-PVIT) est détruit, son pilote est grièvement blessé.
- En 1946, le 9 septembre, au cours d'un meeting d'aviation, un avion Nord-Mille est entré en collision avec un Bucker[16].